# لماسينة حلزونية
لماسينة حلزونية (الاسم العلمي: Limacina helicina) هي نوع من الرخويات يتبع جنس اللماسينة من فصيلة اللماسينية.